# Kirksville
Kirksville är administrativ huvudort i Adair County i Missouri. Orten fick sitt namn efter Jesse Kirk som lovade att bjuda på en middag och dessutom whisky åt alla som stödde hans namnförslag. Jesse Kirk fick en ny gravsten som en hyllning från Kirksville år 2014, 172 år efter ortens grundande. Kirksville är säte för Truman State University.